# Bulbul minute
Phyllastrephus debilis
Espèce
Statut de conservation UICN

 LC  : Préoccupation mineure
Le Bulbul minute (Phyllastrephus debilis) est une espèce de passereau de la famille des Pycnonotidae.

## Répartition et sous-espèces
Cet oiseau est représenté par 2 sous-espèces :
- P. d. rabai Hartert & Someren, 1921 — sud-est du Kenya et nord-est de la Tanzanie ;
- P. d. debilis (Sclater, WL) 1899 — du sud-est de la Tanzanie à l'est du Zimbabwe et sud du Mozambique.